# پدرو ماریا زابالزا
پدرو ماریا زابالزا (انگلیسی: Pedro María Zabalza؛ زادهٔ ۱۳ آوریل ۱۹۴۴) بازیکن فوتبال اهل اسپانیا است.
از باشگاه‌هایی که در آن بازی کرده‌است می‌توان به باشگاه فوتبال اتلتیک بیلبائو، باشگاه فوتبال اوساسونا، و باشگاه فوتبال بارسلونا اشاره کرد.
وی همچنین در تیم ملی فوتبال اسپانیا بازی کرده‌است.